# Laporte (Colorado)
Laporte es un lugar designado por el censo ubicado en el condado de Larimer en el estado estadounidense de Colorado. En el Censo de 2010 tenía una población de 2450 habitantes y una densidad poblacional de 151,98 personas por km².

## Geografía
Laporte se encuentra ubicado en las coordenadas 40°38′16″N 105°8′37″O / 40.63778, -105.14361. Según la Oficina del Censo de los Estados Unidos, Laporte tiene una superficie total de 16.12 km², de la cual 15.83 km² corresponden a tierra firme y (1.8%) 0.29 km² es agua.

## Demografía
Según el censo de 2010, había 2450 personas residiendo en Laporte. La densidad de población era de 151,98 hab./km². De los 2450 habitantes, Laporte estaba compuesto por el 91.39% blancos, el 0.61% eran afroamericanos, el 0.61% eran amerindios, el 0.41% eran asiáticos, el 0% eran isleños del Pacífico, el 3.88% eran de otras razas y el 3.1% pertenecían a dos o más razas. Del total de la población el 8.2% eran hispanos o latinos de cualquier raza.